# TV3 Slovenija
TV3 (tudi TV3 Slovenija) je slovenska komercialna televizijska postaja podjetja Pro TV in naslednik programa TV Pink SI. Pokriva celotno Slovenijo.

## Zgodovina
Konec leta 2009 so slovenski mediji začeli pisati, da naj bi kmalu zaživela slovenska različina programa Pink – Pink Slovenija. Junija 2009 je Željko Mitrović, lastnik medijske skupine Pink International Company ustanovil podjetje PINK Slovenija d.o.o. Televizija Pink SI je z oddajenjem pričela 30. septembra 2010. Program je vseboval zabavno-rekreativno vsebino, informativni program, glasbene oddaje, filmski in serijski program iz Združenih držav Amerike kot tudi serije in filme v produkciji PINK TV COMPANY. Program je bil viden preko kabelskih sistemov, digitalne prizemne tehnike ter preko satelitske televizije TOTAL TV.
V začetku leta 2012 je televizijsko hišo kupila Agencija Medias, z direktorjem Bojanom Umerjem na čelu. 1. marca 2012 se je  program preimenoval v TV Pink 3 in spremenil grafično podobo ter logotip, ki pa je spominjal na logotip televizije TV3, ki je dan prej prenehala z oddajanjem. Na sporedu so ostale nekatere oddaje lastne produkcije, kot so Požareport, Vikendvizija, City magazin in Resnica, TV Pink 3 pa je od srbskega Pinka še odkupovala nekatere oddaje. TV Pink 3 se je 20. septembra 2012 znova preimenoval, tokrat v TV3 Medias, saj je Agencija Medias, tedanji izdajatelj omenjenega programa, po prehodnem šestmesečnem obdobju od prevzema frekvence slovenskega Pinka iz blagovne znamke umaknila ime Pink.
S 1. januarjem 2017 je upravljanje programa prevzela družba Pro TV, ki jo vodi novinar Bojan Požar, kar je Požar najavil že decembra 2016. V izjavi za javnost je napovedal še uvedbo dnevnega informativnega programa. 6. marca 2017 se je TV3 Medias preimenoval v TV3 Slovenija, obenem pa so predstavil novo grafično podobo in prenovljeno programsko shemo. Na sporedu so uveljavljene oddaje, kot so pogovorna oddaja Klepet ob kavi, oddaja o plesu Parada plesa in zabavna oddaja Vlogerji, kot tudi nove, med drugimi dnevna informativna oddaja VV Faktor, kviz Izberi ali poberi, zmenkarska oddaja Zmenki! in frizerski resničnostni šov Zlati rezzz.
Septembra 2019 so začeli s predvajanjem novih oddaj lastne produkcije, kot so zabavna pogovorna oddaja TineTime Show, ki poteka na način late-night showa, oddaja Super reševalci, ki predstavlja delo veterinarjev, domače živali in njihove lastnike, ter oddaja Nov faktor, ki predstavlja dogajanja na estradni sceni. 22. oktobra 2019 je TV3 pridobil pravice za prenose tekem lige NBA.
Zaradi širjenja koronavirusa in samoizolacije je za popestritev popoldneva od 23. marca 2020 na sporedu nova oddaja z naslovom Dobra volja z Iztokom, ki jo vodi Iztok Gartner. Jeseni istega leta so tudi spremenili logotip televizije, ki je po novem oranžne barve. Na sporedu je nova oddaja TOP 8, v kateri vsak delovni dan predvajajo osem slovenskih hitov. Z novembrom so začeli predvajati oddajo Moja pesem, tvoj glas, v kateri nastopajo slovenski pevci in prirejajo pesmi drug od drugega. Decembra pa je na spored prišla še oddaja Vinilni časi, v kateri se voditelja Jani Krmac in Suzana Bajrić spominjata glasbene preteklosti v družbi sogovornikov.
Julija 2021 je zaradi izjav voditeljice oddaje Faktor na TV3 Norme Brščič iz januarja istega leta agencija za komunikacijska omrežja od TV3 zahtevala, da program preneha s spodbujanjem rasne neenakopravnosti ter izzivanjem rasnega sovraštva in nestrpnosti. Društvo novinarjev Slovenije je zoper TV3 zaradi izjave zoper Brščičevo in odgovornega urednika TV3 podala tudi kazenske ovadbe. Junija 2021 so na spored uvrstili novo popotniško-raziskovalno oddajo Zlati ključi. Do 45. epizode je oddajo vodila Ingrid Ulaga, nasledila jo je Asja Pivk, njej pa se je pridružila še Suzana Bajrić.

## Oddajanje
Program TV3 je možno spremljati preko televizijskih operaterjev Telekom Slovenije, A1, Telemach, T2 in pri večjih kabelskih operaterjih. Preko DVB-T (multipleks C), digitalne radiodifuzne tehnike na območju Republike Slovenije, je bilo spremljanje možno do marca 2022.

## Vsebine

### Trenutne oddaje
| Naslov              | Voditelj         | Začetek predvajanja |
| ------------------- | ---------------- | ------------------- |
| Parada plesa        | Barbara Drnač    | 2012                |
| Na kavi z Giannijem | Gianni Rijavec   | 2015                |
| Vreme               | več voditeljic   | 2018                |
| Top 4               | Asja Bonnie Pivk | 2023                |

### Nekdanje oddaje
| Naslov                                          | Predvajano |
| ----------------------------------------------- | ---------- |
| Klepet ob kavi                                  | 2015       |
| Vlogerji                                        | 2015       |
| Kvizoteka                                       | 2015       |
| Ezoterika                                       | 2016–2018  |
| VV Faktor                                       | 2017       |
| Izberi ali poberi                               | 2017       |
| Zlati rezzz                                     | 2017       |
| Poberi v mestu                                  | 2018       |
| Kulinarična vandranja                           | 2018       |
| Odtenki slave                                   | 2018       |
| Oddaja pred dirko Formule 1 s Katarino Jurkovič | 2018       |
| NBA (prenos tekem)                              | 2019       |
| TineTime Show                                   | 2019–2020  |
| Super reševalci                                 | 2019–2020  |
| Nov faktor                                      | 2019–2021  |
| Dobra volja z Iztokom                           | 2020       |
| Moja pesem, tvoj glas                           | 2020       |
| Vinilni časi                                    | 2020–2021  |
| Zlati ključi                                    | 2021–2022  |
| Dober dan, Slovenija                            | 2024       |
| Odločitve 2024                                  | 2024       |
| Potep z Leo                                     | 2018–2024  |
| 7 ob 7                                          | 2024       |
| Faktor                                          | 2017–2025  |

### Tuja produkcija
| Naslov                                | Predvajano      |
| ------------------------------------- | --------------- |
| »Sarah Wiener«                        | 2015            |
| »Zvezdniki«                           | 2017            |
| »Družinski zdravnik«                  | 2017            |
| »Ameriški ninja bojevniki«            | 2017            |
| ˝Ženska liga ameriškega nogometa LFL˝ | 2019 – še traja |
| ˝Kriminalist˝                         | 2019            |
| ˝Westovi˝                             | 2019            |
| ˝Pol dneva˝                           | 2019 – še traja |
| ˝Nezaslišano bogastvo˝                | 2019 – še traja |
| ˝Vohljač˝                             | 2019 – še traja |
| ˝Enota˝                               | 2019 – še traja |
| ˝Ulica usmiljenja˝                    | 2019 – še traja |
| ˝Javlja se iz globine duše˝           | 2019 –          |
| ˝Hannibal˝                            | 2019 – še traja |
| ˝Dizajn za vsakogar˝                  | 2019            |
| ˝Spletne ljubezni˝                    | 2020 – še traja |
| ˝Spomni se Afganistana˝               | 2020            |
| ˝Pokaži, kako˝                        | 2020 – še traja |
| ˝Šefinja˝                             | 2020 – še traja |
| ˝Dober tek˝                           | 2020 – še traja |